# Pogorelica
Pogorelica är en bergskedja i Bosnien och Hercegovina.   Den ligger i entiteten Federationen Bosnien och Hercegovina, i den centrala delen av landet, 40 km väster om huvudstaden Sarajevo.
I omgivningarna runt Pogorelica växer i huvudsak lövfällande lövskog. Runt Pogorelica är det ganska tätbefolkat, med 93 invånare per kvadratkilometer.